# Meco
Meco er en by og kommune i det centrale Spanien i Madrid-regionen. Den har et indbyggertal på 15.732 (2024) indbyggere.